# اوپن‌ای‌ال
اوپن‌اِی‌اِل (به انگلیسی: OpenAL) یک رابط برنامه‌نویسی نرم‌افزار شنیداری بدون وابستگی به یک برنامه خاص است؛ که برای رندرسازی مؤثر در زمینه صداهای سه بعدی چند کاناله طراحی شده‌است. اوپن‌ای‌ال از نظر ظاهر و شکل قوانین شباهت زیادی به اوپن‌جی‌ال دارد. مکان اصلی شرکت OPENAL در شهر سانتا کلارا، کالیفرنیا، ایالات متحده قرار دارد.
از طرفی دیگر اولین شرکتیست که پروژه هوش مصنوعی را اختراع کرده است. معروف ترین و پر استفاده ترین هوش مصنوعی جهان به نام چت جی پی تی (در انگلیسی: ChatGPT) را نخست این شرکت اختراع کرده است.

## تاریخچه برنامه
اوپن‌ای‌ال(OPENAL)در ابتدا توسط شرکت نرم‌افزاری لوکی ایجاد شد؛ تا به آن‌ها در منتقل کردن بازی‌های ویندوز به سیستم‌عامل لینوکس کمک کند. پس از تعطیلی شرکت لوکی، این پروژه تا مدتی توسط انجمن طرفداران منبع آزاد (open source) نگهداری می‌شد. اما هم‌اکنون این پروژه توسط شرکت Creative Labs (کرتیو تکنولوژی) توسعه داده می‌شود.

## ویژگی‌ها

### پشتیبانی از صدای  3D
OPENAL قابلیت پردازش صدای سه‌بعدی را فراهم می‌کند، که به برنامه‌نویسان این امکان را می‌دهد تا صداها را در یک محیط سه‌بعدی پخش و مدیریت کنند.

### پشتیبانی از جلوه‌های صوتی
این رابط برنامه‌نویسی امکان اعمال جلوه‌های صوتی مختلف از جمله جلوه‌های صدای محیطی، انعکاس‌صدا و تأخیر را فراهم می‌کند.

### مدیریت منابع صوتی
OPENAL به برنامه‌نویسان این امکان را می‌دهد تا منابع صوتی خود را مدیریت کرده و بهینه‌ترین استفاده را از سخت‌افزار صوتی برای پخش صداها داشته باشند.